# Stichophthalma nicevillei
Stichophthalma nicevillei är en fjärilsart som beskrevs av Johannes Karl Max Röber 1900. Stichophthalma nicevillei ingår i släktet Stichophthalma och familjen praktfjärilar. Inga underarter finns listade i Catalogue of Life.